# Горский, Николай Иванович
Николай Иванович Горский (?—1860) — генерал-лейтенант Генерального штаба, картограф, участник Кавказских и Среднеазиатских походов.
Происходил из дворян Могилёвской губернии. Образование получил в Военно-сиротском доме, из которого выпущен 20 октября 1812 года прапорщиком в 24-ю артиллерийскую бригаду.
Принял участие в завершающих сражениях Отечественной войны 1812 года и за отличие в сражении под Красным получил свой первый орден Св. Анны 3-й (4-й) степени. В 1813—1814 годах принял участие в Заграничных походах, находился при блокаде Кюстрина и Гамбурга, был в сражениях при Гросберене, Лейпциге, под Краоном и при взятии Парижа. По окончании военных действий был прикомандирован к Свите Его Величества по квартирмейстерской части (будущий Генеральный штаб). В 1816 году переведён в 12-ю артиллерийскую бригаду, но в следующем году вновь был назначен в Свиту по квартирмейстерской части. Состоял в отдельном оккупационном корпусе русских войск во Франции, состоял при полковнике Ф. Ф. Шуберте и занимался геодезическими съёмками. В 1818 году получил сразу два чина — подпоручика и поручика.
После вывода русских войск из Франции в 1818 году зачислен в Генеральный штаб и назначен в Отдельный Литовский корпус, с 1820 года состоял дивизионным квартирмейстером 25-й пехотной дивизии. В 1824 году произведён в капитаны и в 1827 — в подполковники.
В 1831 году, с началом похода против восставших поляков, был назначен исправляющим дела обер-квартирмейстера 6-го пехотного корпуса, за отличие в сражении под Гроховым произведён в полковники и вскоре назначен обер-квартирмейстером 5-го пехотного корпуса.
С 1833 года Горский служил на Кавказе, где занимал должность обер-квартирмейстера войск Кавказской и Черноморской линий. Неоднократно принимал участие в походах против горцев, в 1835 году был ранен в кисть правой руки. Н. П. Глиноецкий отмечает большой вклад Горского в картографирование Кавказа: «оставил по себе память и своими съёмочными работами. До него в Кавказской области производились лишь отдельные съёмки небольших пространств для удовлетворения текущих потребностей; Горский открыл более систематически непрерывный ряд съёмок, которые послужили ценным материалом для будущей картографии Кавказа». Также Глиноецкий отмечает, что Горский «известен был в войсках своим хладнокровием и беззаветной храбростью». За боевые отличия на Кавказе Горский был удостоен орденов Св. Станислава 2-й степени и Св. Анны 2-й степени с короной.
В 1838 году назначен обер-квартирмейстером Отдельного Сибирского корпуса. Неоднократно бывал в степных походах и 14 апреля 1840 года за отличия против мятежного султана Кенесары Касымова был произведён в генерал-майоры. В 1841 году получил в командование 1-ю бригаду 23-й пехотной дивизии.
В 1845 году Горский вновь оказался на Кавказе, где был назначен командиром 1-й бригады 21-й пехотной дивизии, однако в должность не вступил, поскольку по прибытии на Кавказ получил новое назначение исправлять дела начальника Джаро-Белоканского округа и всей Лезгинской кордонной линии. С 1846 года возглавлял 3-ю бригаду Грузинских линейных батальонов.
В 1850 году был прикомандирован к Образцовому пехотному полку и вскоре был назначен председателем Межевой комиссии Войска Донского. 30 августа 1855 года получил чин генерал-лейтенанта.
Скончался весной 1860 года, из списков исключён 7 апреля (Глиноецкий ошибочно сообщает что Горский скончался в 1862 году.
Среди прочих наград Горский имел следующие:
- Орден Святой Анны 3-й степени (1814 год, впоследствии этот орден был переименован в 4-ю степень)
- Орден Святого Владимира 4-й степени (1822 год)
- Орден Святой Анны 2-й степени (1829 год, императорская корона к этому ордену пожалована в 1837 году)
- Польский знак отличия за военное достоинство (Virtuti Militari) 3-й степени (1831 год)
- Орден Святого Станислава 2-й степени (1835 год)
- Орден Святого Георгия IV класса, за беспорочную выслугу 25 лет в офицерских чинах (1 декабря 1838 года, № 5716 по кавалерскому списку Григоровича — Степанова)
- Орден Святого Станислава 1-й степени (1846 год)
- Орден Святой Анны 1-й степени (1859 год)